# Mantienneit
Mantienneit (IMA-Symbol Mtin) ist ein sehr selten vorkommendes Mineral aus der Mineralklasse der „Phosphate, Arsenate und Vanadate“ mit der idealisierten chemischen Zusammensetzung (H2O)2Mg2(Al2Ti)(PO4)4(OH)2(H2O)10·4H2O und damit chemisch gesehen ein wasserhaltiges Magnesium-Aluminium-Titan-Phosphat mit zusätzlichen Hydroxidionen.
Mantienneit kristallisiert im orthorhombischen Kristallsystem und bildet radialstrahlige, kugelige Mineral-Aggregate aus nadeligen bis faserigen Kristallen mit einem glasähnlichen Glanz auf den Oberflächen. Das durchscheinende Mineral ist von gelbbrauner bis honiggelber Farbe, hinterlässt allerdings auf der Strichtafel einen blassbraunen Strich mit rosa Tönung.

## Etymologie und Geschichte
Entdeckt wurde Mantienneit erstmals in der sedimentären Lagerstätte Anloua im Hochland von Adamaua (auch Adamaoua-Plateau) in der gleichnamigen Region von Kamerun. Die Analyse und Erstbeschreibung erfolgte durch André-Mathieu Fransolet, Pascal Oustrière, François Fontan und François Pillard, die das Mineral nach dem französischen Mineralogen und früheren Mitarbeiter des Bureau de recherches géologiques et minières Joseph Mantienne (* 1929) benannten.
Fransolet, Oustrière, Fontan und Pillard sandten ihre Untersuchungsergebnisse und den gewählten Namen 1983 zur Prüfung an die International Mineralogical Association (interne Eingangsnummer der IMA: 1983-048), die den Mantienneit als eigenständige Mineralart anerkannte. Im Jahr darauf wurde die Erstbeschreibung im Fachmagazin Bulletin de Minéralogie publiziert. Die seit 2021 ebenfalls von der IMA/CNMNC anerkannte Kurzbezeichnung (auch Mineral-Symbol) von Mantienneit lautet „Mtin“.
Die ursprünglich gewählte Schreibweise Mantiennéit ist seit 2008 diskreditiert, da sich der Namensgeber ohne Akut über dem ‚e‘ schreibt und es sich daher um ein überflüssiges diakritisches Zeichen handelt.
Das Typmaterial des Minerals wird in der Mineralogischen Sammlung der Mines ParisTech (auch Ecole Nationale Supérieure des Mines, ENSM) in Paris unter den Sammlungs-Nr. 51243 (HT) und 51963 (CT) sowie im Musee d’Histoire Naturelle (MHN) in Toulouse und in der Universität Lüttich (Université de Liège, ULG) in Lüttich (Belgien) aufbewahrt.

## Klassifikation
Da der Mantienneit erst 1983 als eigenständiges Mineral anerkannt wurde, ist er in der seit 1977 veralteten 8. Auflage der Mineralsystematik nach Strunz noch nicht verzeichnet.
Im Lapis-Mineralienverzeichnis nach Stefan Weiß, das sich aus Rücksicht auf private Sammler und institutionelle Sammlungen noch nach dieser alten Form der Systematik von Karl Hugo Strunz richtet, erhielt das Mineral die System- und Mineral-Nr. VII/D.33-010. In der „Lapis-Systematik“ entspricht dies der Klasse der „Phosphate, Arsenate und Vanadate“ und dort der Abteilung „Wasserhaltige Phosphate, mit fremden Anionen“, wo Mantienneit zusammen mit Benyacarit und Paulkerrit eine eigenständige, aber unbenannte Gruppe bildet (Stand 2018).
Die von der IMA zuletzt 2009 aktualisierte 9. Auflage der Strunz’schen Mineralsystematik ordnet den Mantienneit ebenfalls in die Abteilung der „Phosphate usw. mit zusätzlichen Anionen; mit H2O“ ein. Diese ist allerdings weiter unterteilt nach der relativen Größe der beteiligten Kationen und dem Stoffmengenverhältnis der zusätzlichen Anionen (OH usw.) zum Phosphat-, Arsenat bzw. Vanadatkomplex (RO4), so dass das Mineral entsprechend seiner Zusammensetzung in der Unterabteilung „Mit großen und mittelgroßen Kationen; (OH usw.) : RO4 < 1 : 1“ zu finden ist, wo es als Namensgeber die „Mantienneitgruppe“ mit der System-Nr. 8.DH.35 und den weiteren Mitgliedern Benyacarit und Paulkerrit bildet.
Auch die vorwiegend im englischen Sprachraum gebräuchliche Systematik der Minerale nach Dana ordnet den Mantienneit in die Klasse der „Phosphate, Arsenate und Vanadate“ und dort in die Abteilung der „Wasserhaltige Phosphate etc., mit Hydroxyl oder Halogen“ ein. Hier ist er zusammen mit Benyacarit, Matveevit und Paulkerrit in der „Paulkerritgruppe“ mit der System-Nr. 42.11.21 innerhalb der Unterabteilung „Wasserhaltige Phosphate etc., mit Hydroxyl oder Halogen mit (AB)4(XO4)3Zq × x(H2O)“ zu finden.

## Kristallstruktur
Mantienneit kristallisiert in der orthorhombischen Raumgruppe Pbca (Raumgruppen-Nr. 61) mit den Gitterparametern a = 10,41 Å; b = 20,33 Å und c = 12,31 Å sowie vier Formeleinheiten pro Elementarzelle.

## Bildung und Fundorte
Mantienneit bildet sich durch Verdrängung anderer Minerale in limnischen Sedimenten (Ablagerungen in Stillgewässern). Als Begleitminerale können unter anderem Kaolinit, Quarz, Siderit und Vivianit auftreten. Daneben können auch organische Substanzen gefunden werden.
Außer an seiner Typlokalität Anloua und bisher einzigem Vorkommen in Kamerun konnte das Mineral bisher nur noch in Deutschland in einer Silbergrube bei Waidhaus im Oberpfälzer Landkreis Neustadt an der Waldnaab und in der Grube Messel im hessischen Landkreis Darmstadt-Dieburg sowie in den alkalischen Basalten von „Pinciná maar“ nahe der gleichnamigen Gemeinde im slowakischen Okres Lučenec entdeckt werden.